# Orel skalní
Orel skalní (Aquila chrysaetos) je jedním z největších terestricky žijících orlů na severní polokouli a hned po orlovi mořském největší dravec žijící v České republice. Má velký areál rozšíření – obývá Severní Ameriku, Evropu, Asii a severní Afriku.

## Taxonomie
Orel skalní byl popsán Carlem Linném v 18. století v díle Systema naturae (Soustava přírody) pod latinským názvem Falco chrysaetos.
U tohoto druhu rozeznáváme šest žijících poddruhů mírně se lišících zbarvením a velikostí:
- Aquila chrysaetos chrysaetos (Linnaeus, 1758) – Eurasie kromě Pyrenejského poloostrova, východní až západní Sibiř.
- Aquila chrysaetos canadensis (Linnaeus, 1758) – Severní Amerika.
- Aquila chrysaetos daphanea Severtzov, 1888 – Jižní Kazachstán, východní Mandžusko a jihozápadní Čína, severní Indie a Pákistán.
- Aquila chrysaetos homeryi Severtzov, 1888 – Apeninský poloostrov a severní Afrika, východní Turecko až Írán.
- Aquila chrysaetos japonica Severtzov, 1888 – Japonsko a Korea.
- Aquila chrysaetos kamtschatica Severtzov, 1888 – Východní Sibiř, od Altaje po Kamčatku. Často je označován jako totožný s poddruhem A. c. canadensis.

## Popis
- Délka těla: 80–90 cm
- Rozpětí křídel: 195–220 cm
- Hmotnost: 2,8–5,3 kg

Orel skalní je robustní pták s dlouhým ocasem, velkými a silnými spáry, silným zobákem a širokými křídly, které mají mezi letkami mezery pro dosažení vyššího vztlaku při vznášení. Zbarvení a velikost se viditelně liší podle několika poddruhů (viz níže). Podobně jako u mnoha jiných dravců jsou i u orla skalního samice výrazně větší než samci. Zbarvení peří se pohybuje od černohnědé po tmavě hnědou se zlatým odstínem na temeni hlavy a zátylku, díky kterému získal i svůj anglický název zlatý orel (Golden Eagle). Hřbet bývá také obvykle světlejší než břišní část těla. Pohlaví se vzájemně od sebe zbarvením neliší. Mladí ptáci mají světlá pera na křídlech a při kořeni ocasu, které jim mizí až v pátém roce života.
Nijak zvlášť se hlasově neprojevuje, při letu občas vydává jemné hvízdání.

## Výskyt

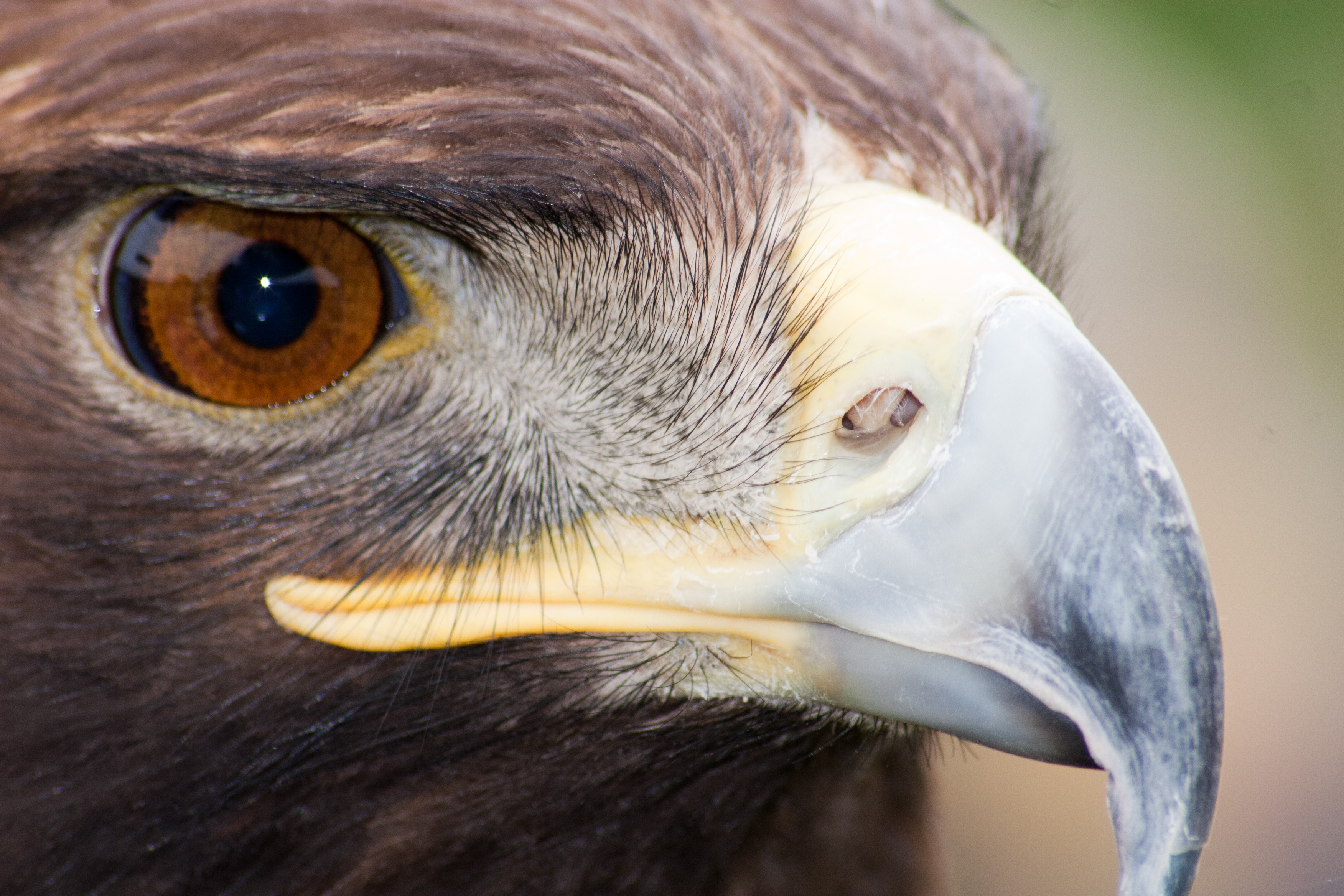
Detail hlavy orla skalního

Orel skalní je obyvatelem hornatých oblastí, polopouští, luk nebo polí. Je částečně tažný, v Česku jej můžeme vzácně spatřit od ledna do května, kdy odlétá na svá hnízdiště. Zde se zdržuje až do září a k nám se znovu vrací v říjnu.

## Výskyt a početnost v Česku
V České republice orel skalní hnízdil do 80. let 19. století v Krkonoších a Beskydech. Poté se v Česku objevoval jen zřídkakdy, většinou jednotlivé kusy. Podle vyhlášky 395/1992 Sb. jde v Česku o kriticky ohrožený druh.
Od roku 2006 probíhá repatriační projekt Návrat orla skalního do Moravskoslezských Beskyd. V březnu 2010 bylo oznámeno, že po více než sto letech si na území Moravskoslezských Beskyd pokouší o zahnízdění mladý pár orlů skalních, který si začal stavět hnízdo. Pár vytvořila samice Filoména vypuštěná do volné přírody v roce 2007 a samec David vypuštěný v roce 2006. V březnu 2011 byl jeden exemplář spatřen a vyfotografován nedaleko města Jevíčka. V květnu 2013 se vylíhlo mládě páru orlů skalních zahnízdivších ve Vojenském újezdu Libavá. Byl to první potvrzený případ úspěšného hnízdění na území Česka po více než sto letech. V roce 2018 nedošlo v Beskydech k úspěšnému vyhnízdění orlů, v roce 2019 orli zahnízdili na jedné lokalitě.

## Potrava
Orel skalní má velice dobrý zrak. Při hledání potravy se vznáší ve velké výšce a bedlivě prohlíží terén pod sebou. Ve vzduchu se pohybuje průměrnou rychlostí 50 km/h, ale dokáže letět i 120 km/h a při letu střemhlav dosahuje rychlosti až 300 km/h.
Ulovenou kořist většinou vynese na vyvýšené místo. Silným zobákem ji poté rozporcuje a natrhá na menší kousky, které konzumuje. Velice často loví v párech, přičemž využívá vzájemné spolupráce. Jeho potravou se nejčastěji stávají svišti, zajíci, myši, lasice, lišky, mladí jeleni (např. jelen sika), občas i malí až středně velcí ptáci. Během zimního období, kdy je nedostatek potravy, se často přiživuje i mršinami.

## Rozmnožování

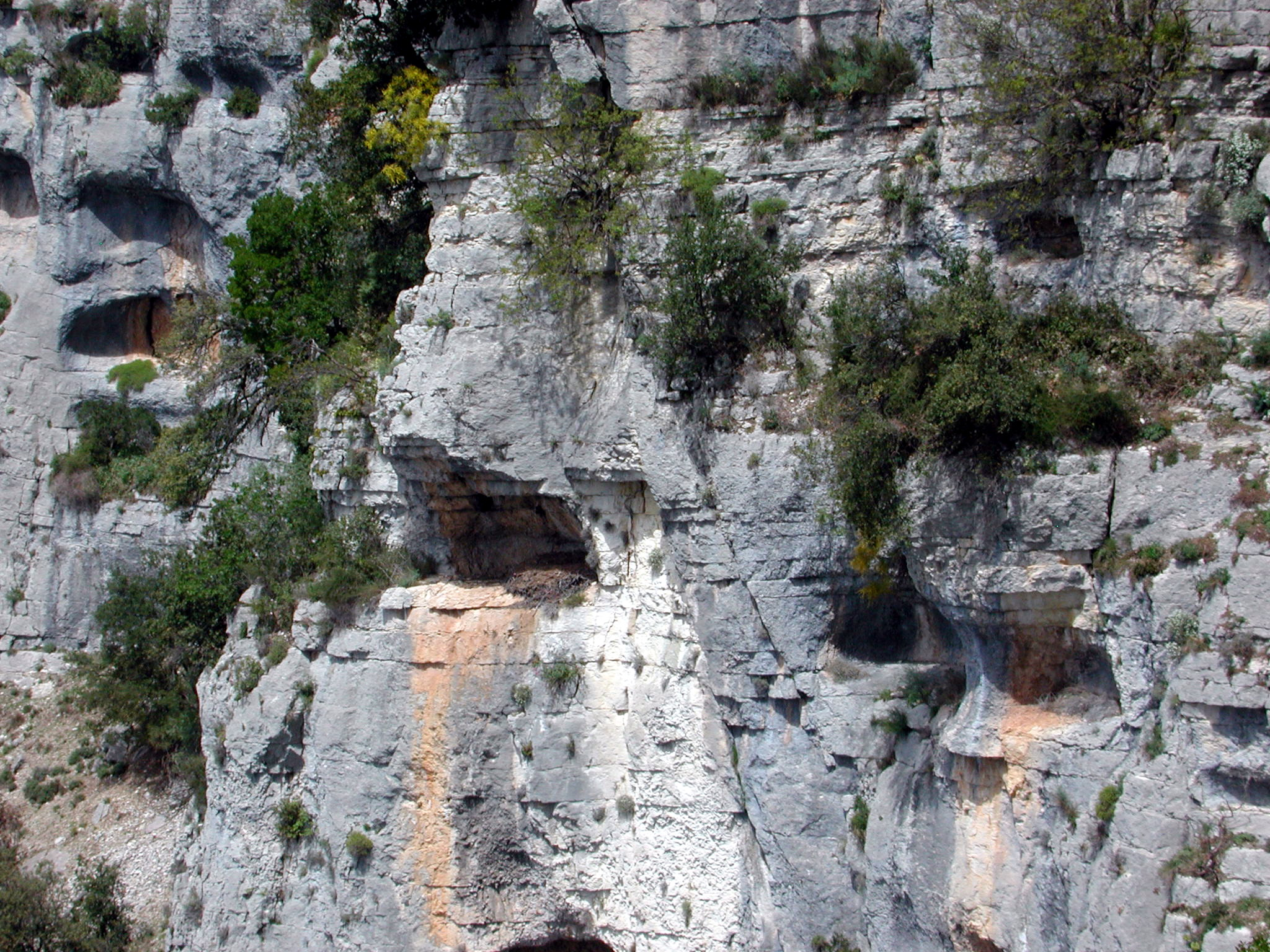
Hnízdo orla skalního

Hnízdí v Alpách a v severní a jižní Evropě. Na stromech nebo skalách si buduje mohutné hnízdo, ke kterému se vrací každým rokem, přičemž ho vždy o něco zvětší. Hnízdo je až 2 metry široké a zhruba jeden 1 m vysoké a staví si jej ze silných větví a vystýlá jej rostlinami nebo trávou. Hnízdo postavené na stromech slouží až na období, kdy orli hnízdí, hned několika menším ptákům a savcům jako úkryt, ačkoli se po několika letech většinou pod masivní tíhou větví propadá.

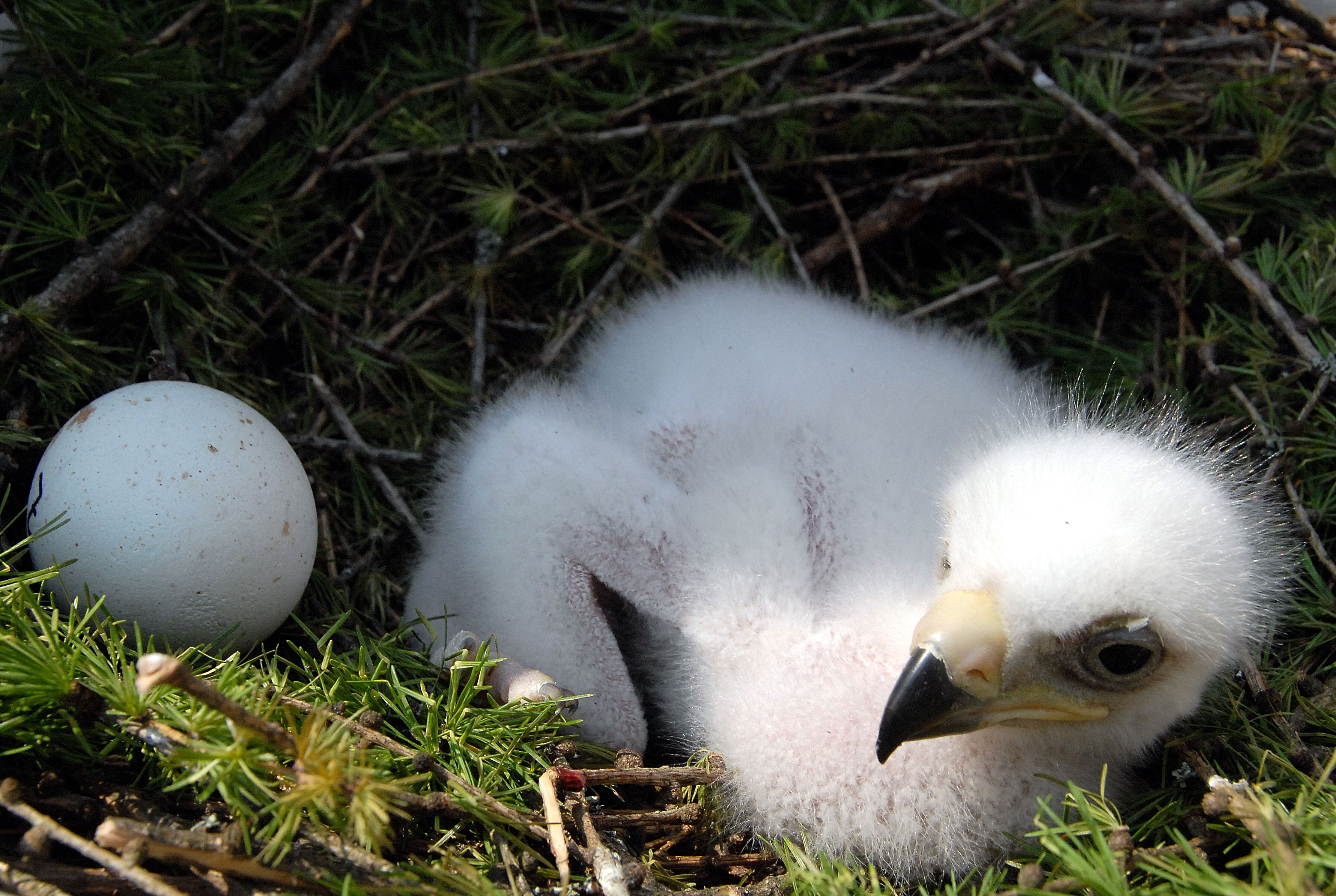
Dvoutýdenní mládě

Hnízdní období trvá od června do září (často se ale mění podle lokalit). Samice klade dvě bílá vejce, na kterých sedí zhruba 45 dnů. Mláďata jsou čistě bílá, postupně jim přibývá černé skvrnění a létat a vyhledávat potravu začínají až po 50 dnech života. Ve většině případů přežije jen jedno, starší a silnější mládě, které nepustí mladší k potravě nebo jej dokonce vystrčí z hnízda ven. Úmrtnost mláďat je nejvyšší týden po narození a prvního měsíce života se dožije jen poměrně malé množství. V přírodě se může orel skalní dožít i více než 26 let.

## Orel skalní a člověk

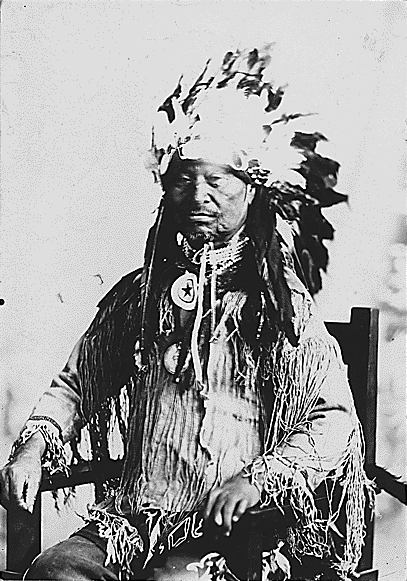
Patawatomský šaman Kack-Kack s čelenkou z per orla skalního

Orel skalní se velice často používá jako lovecký pták v sokolnictví. V Kazachstánu, Kyrgyzstánu, západním Mongolsku a v Číně, kde je známý pod názvy burkut nebo berkut, je místními kočovníky stále využíván pro lov lišek a vlků.
Staří Řekové orla spojovali s bohem Diem. Zeus poslal orla aby každý den kloval játra vzpurnému titánu Prométheovi nebo aby unesl chlapce Ganyméda, do kterého se bůh Zeus zamiloval. Římané orla později spojovali s bohem Jupiterem, který byl v jejich mytologii obdobou řeckého Dia. Byl také předlohou pro bojovou zástavu římských legií zvanou aquila, ozdobenou na vrcholu soškou orla. Figurka orla se mnohem později stala i ozdobou vojenských standard ve Francii za Napoleonova císařství. Orli s jednou i více hlavami zdobili mnoho středověkých erbů rytířských rodů, královských dynastií i celých států včetně Arménie, Byzance, carského Ruska, Habsburské monarchie, Polska, Moravy či Slezska, v heraldice se rozlišuje orel se dvěma hlavami od orlice, která má hlavu pouze jednu. Orla nalezneme též v národním znaku Egypta, Mexika, Albánie, Rumunska a mnoha jiných států, ale také na mincích.
V některých kulturách byl a stále je uctíván jako posvátný pták a jeho pera a jiné části jeho těla se používají při mnoha náboženských ceremoniálech, zvláště pak mezi domorodými obyvateli Sibiře a mezi indiány ve Spojených státech a Kanadě, kteří mimo jiné nosili čelenky z orlích per. Některými byl považován také za symbol síly a odvahy. Podle aktuálního zákona Spojených států amerických je i v současné době povolen lov orlů skalních několika vybraným domorodých kmenů k provádění náboženských ceremoniálů. U některých kmenů, např. Navahů, mají posvátnou moc jen pera takového orla, který byl chycen a přemožen holýma rukama. Indiáni orly při lovu pro peří jen zřídkakdy zabíjeli, často je po vytrhání per opět pustili na svobodu. Orel skalní i bělohlavý bývají také často zobrazováni na indiánských totemech, zvláště v oblasti Aljašky a Britské Kolumbie. Mytický obří orel v indiánských mýtech představoval Hromového ptáka neboli Bouřliváka, vládce hromů a blesků, který též mohl být poslem Velkého ducha. Např. Navahové užívali orlí drápy a sliny jako léky, Washové, Lakotové a Čerokíové tančili orlí tanec.
Orla uctívali také Aztékové, kteří podle mýtu měli založit své hlavní město na místě, které jim určí bohové. Při svém putování našli kaktus na kterém seděl orel a žral hada, což si vyložili jako hledané znamení a založili na tom místě město Tenochtitlán. Tento výjev je zobrazen i na dnešní mexické vlajce. U Aztéků existoval také válečný řád orlích rytířů, kteří vynikali statečností, nosili oděv zdobený peřím a orlí masku.
Orel byl posvátný i pro některé domorodce ze Sibiře, např. jakutští šamani uctívají skutečné orly i mytického nebeského orla Öksökü se třemi hlavami, které symbolizují minulost, přítomnost a budoucnost. Z toho důvodu používal jakutský revoluční básník Alexej Kulakovskij pseudonym Öksöküleech neboli Orlí syn.
V nedávné minulosti byl však orel ve Spojených státech tvrdě pronásledován a zabíjen farmáři v důsledku názorů, že napadá jehňata a telata. K hubení orlů se užívaly drastické metody včetně trávení, chytání do želez a odstřelu pomocí vrtulníků. V současné době je již orel skalní v mnoha státech světa včetně České republiky přísně chráněným druhem.

## Galerie

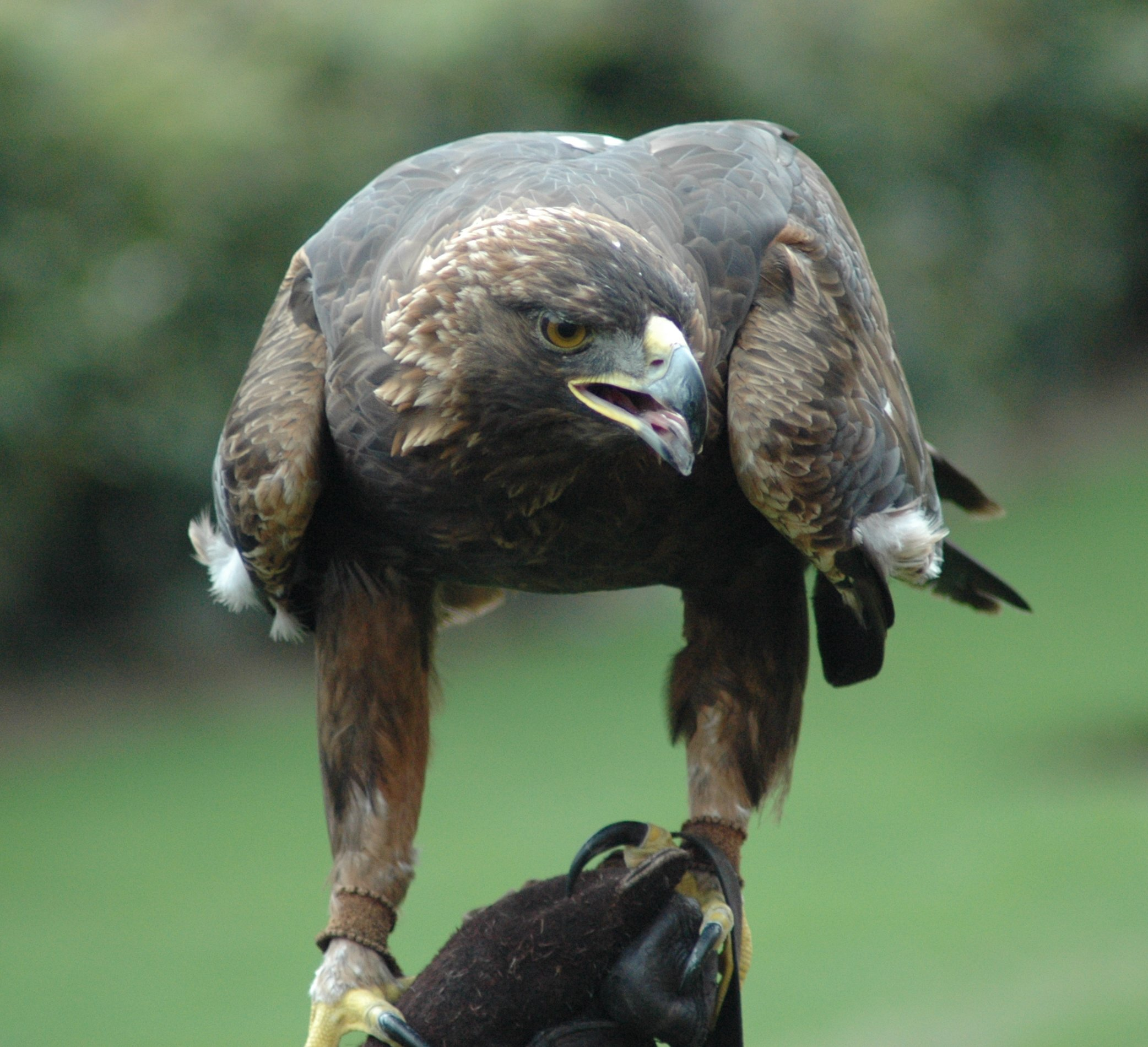
Orel skalní po přistání
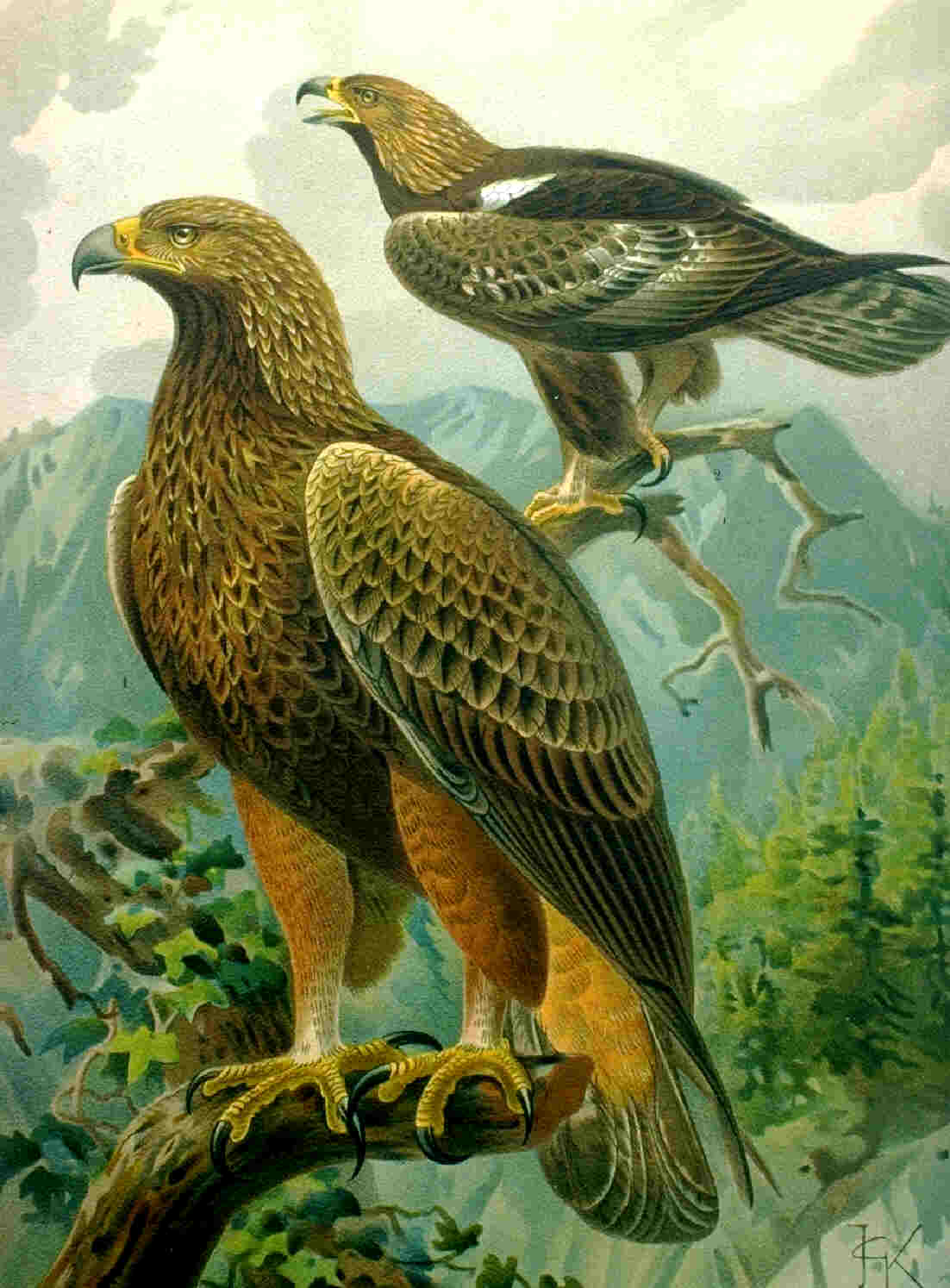
Kresba orla skalního
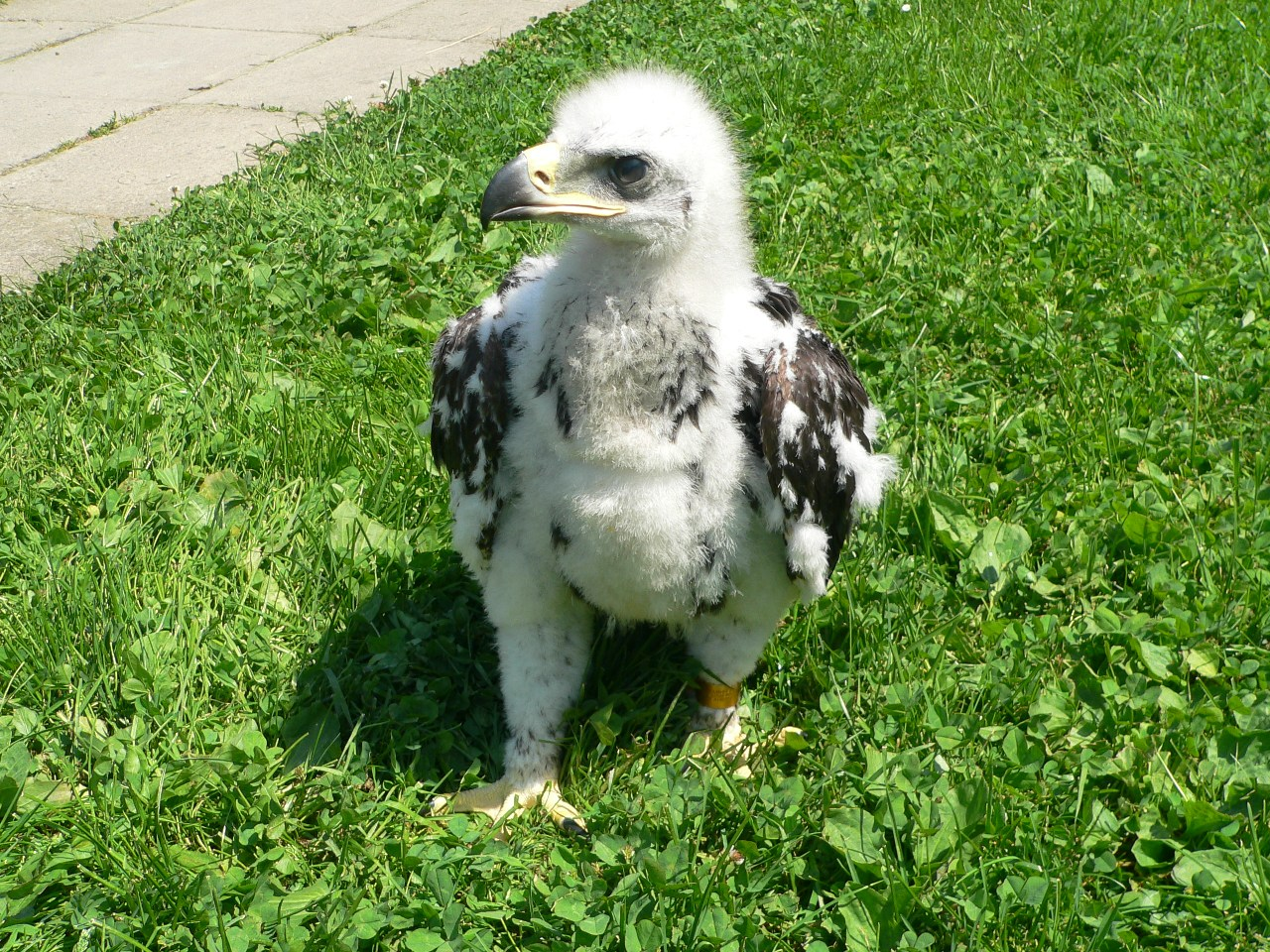
Mládě orla skalního
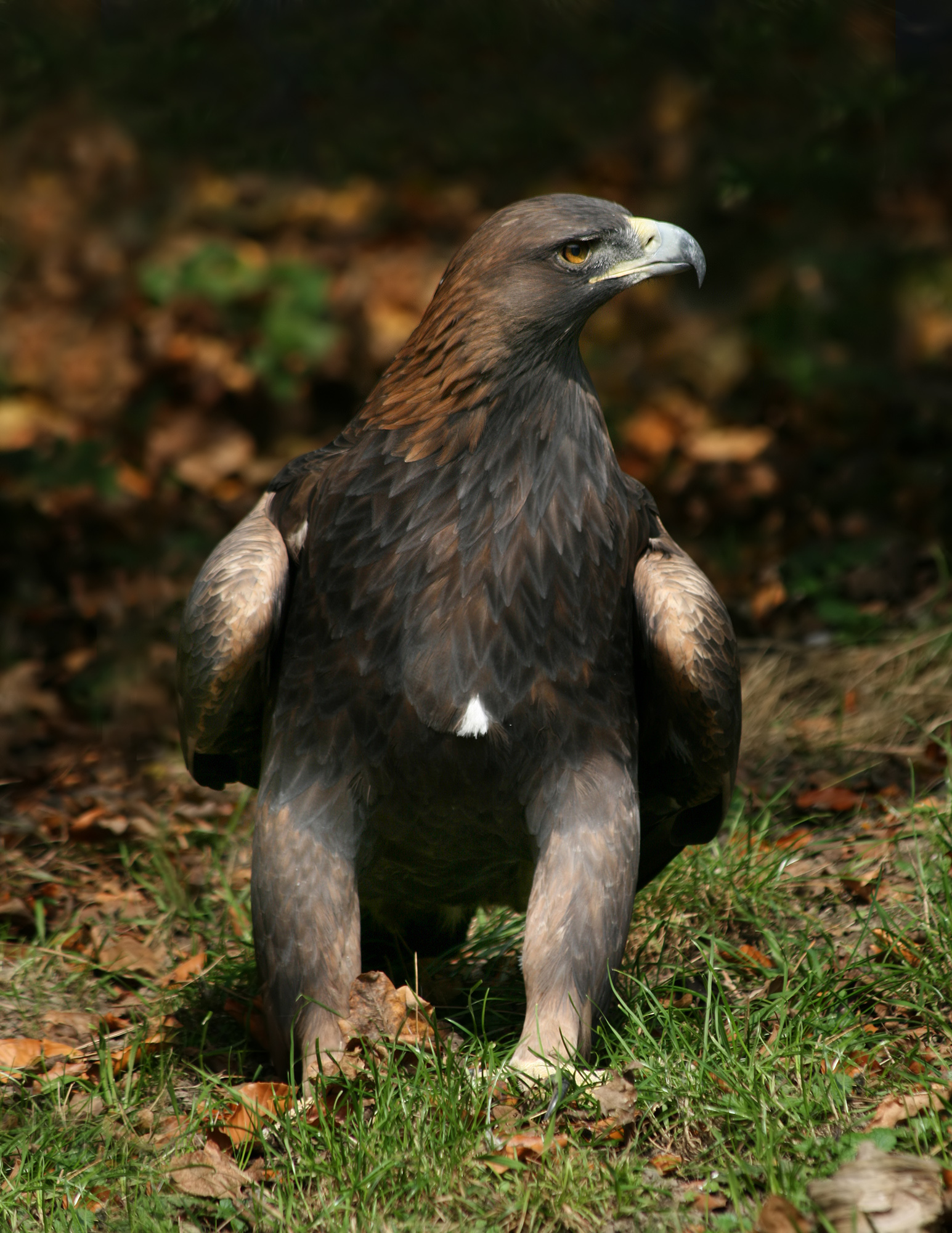
Orel skalní z profilu
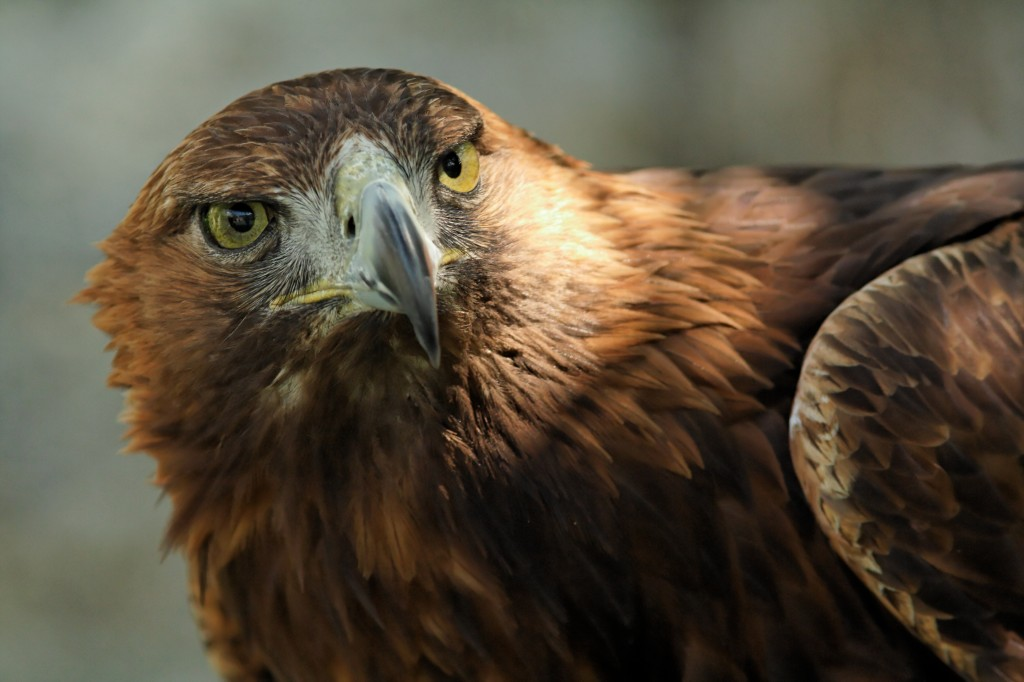
Hlava orla skalního
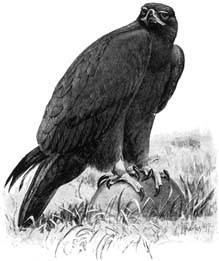
Ilustrace orla skalního
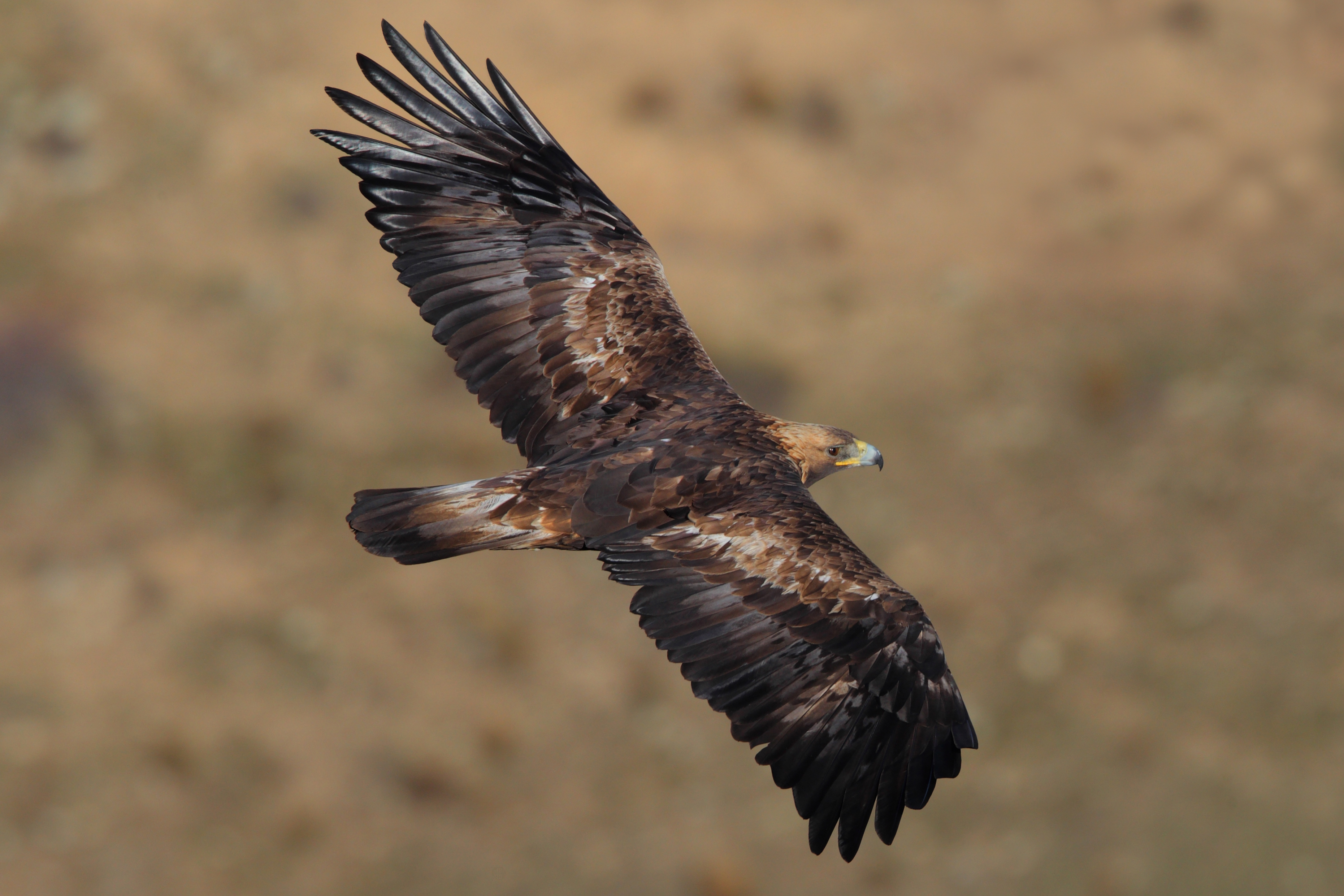
Orel skalní v letu